# Комратська республіка
Комратська республіка (гаг. Komrat Respublikası, рум. Republica de la Comrat) — самопроголошене державне утворення, створене 6 січня 1906 року в Комраті (Бендерський повіт) під час Першої російської революції. Керівним органом була Рада, на чолі якої обрано Андрія Галацана.
Газета «Русское слово» писала: «Десятитысячное селение Комрат… в руках восставших. Объявлена автономия, власти низложены. Драгуны бессильны». Республіка проіснувала лише 6 днів, війська придушили повстання. Загинуло кількадесят учасників повстання, а керівників і багатьох учасників ув'язнено.